# آلفرد لاین
آلفرد لاین (انگلیسی: Alfred Lion؛ ۲۱ آوریل ۱۹۰۸ – ۲ فوریهٔ ۱۹۸۷) یک تهیه‌کننده موسیقی اهل آلمان بود.